# Convention d'Ouchy
La convention d'Ouchy est un accord entre la Belgique, le Luxembourg et les Pays-Bas négocié en juin 1932 à Ouchy et signé le 18 juillet 1932 à Genève. La convention porte sur une réduction des droits douaniers entre les 3 pays. La convention n'a cependant pas été mis en pratique de par des problématiques de clause de la nation la plus favorisée qu'avait signé les pays signataires dans d'autres traités.